# Admiral Graf Spee
O Admiral Graf Spee foi um cruzador pesado operado pela Kriegsmarine e a terceira e última embarcação da Classe Deutschland, depois do Deutschland e Admiral Scheer. Sua construção começou no início de outubro de 1932 nos estaleiros da Reichsmarinewerft Wilhelmshaven e foi lançado ao mar no final de junho de 1934, sendo comissionado na frota alemã no início de janeiro de 1936. Era armado com uma bateria principal composta por seis canhões de 283 milímetros montados em duas torres de artilharia triplas, tinha um deslocamento carregado de pouco mais de dezesseis mil toneladas e conseguia alcançar uma velocidade máxima de mais de 28 nós (52 quilômetros por hora).
O Admiral Graf Spee realizou cinco patrulhas de não-intervenção durante a Guerra Civil Espanhola entre 1936 e 1938. Ele foi enviado para o sul do Oceano Atlântico pouco antes do início da Segunda Guerra Mundial em 1939 com o objetivo de atacar navios mercantes assim que a guerra fosse declarada. Afundou nove embarcações entre setembro e dezembro, totalizando cerca de cinquenta mil toneladas, até enfrentar três cruzadores britânicos na Batalha do Rio da Prata em 13 de dezembro. O Admiral Graf Spee foi seriamente danificado e precisou atracar em Montevidéu no Uruguai, sendo deliberadamente afundado quatro dias depois. Seus destroços foram parcialmente desmontados no local.

## Características

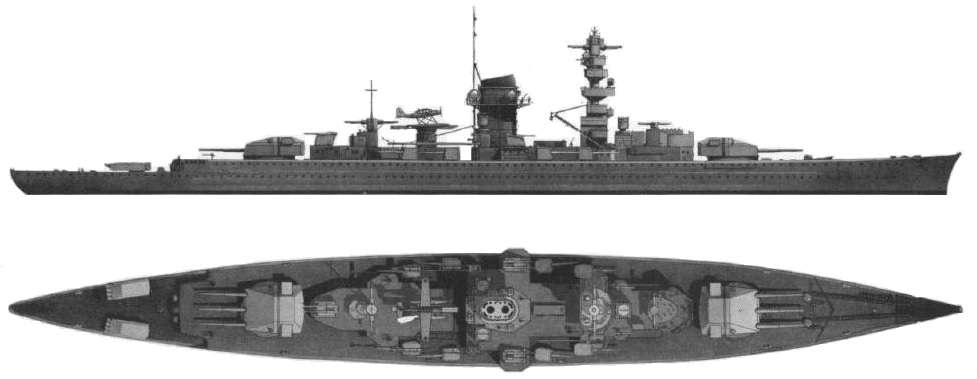
Desenho da Classe Deutschland

O Admiral Graf Spee tinha 186 metros de comprimento de fora a fora, boca de 21,65 metros e calado de 7,34 metros. Seu deslocamento projetado era de 14 890 toneladas e o deslocamento carregado era de 16 480 toneladas, porém a Alemanha afirmou oficialmente que o navio estava dentro do limite de 10 160 toneladas imposto pelo Tratado de Versalhes. Seu sistema de propulsão era composto por oito motores a diesel MAN dois tempos de ação dupla com nove cilindros divididos. Eles eram capazes de produzir até 54 mil cavalos-vapor (39,7 mil quilowatts) de potência, suficiente para uma velocidade máxima de 28 nós (52 quilômetros por hora). A uma velocidade de cruzeiro de dezoito nós (34 quilômetros por hora), a autonomia era de 16,3 mil milhas náuticas (30,2 mil quilômetros). Sua tripulação era composta por trinta oficiais e entre 921 e 1 040 marinheiros.
O armamento principal do Admiral Graf Spee consistia em seis canhões SK C/28 de 283 milímetros montados em duas torres de artilharia triplas, uma à vante e outra a ré da superestrutura. A bateria secundária era composto por oito canhões SK C/28 de 149 milímetros em torres únicas instaladas à meia-nau, quatro em cada lateral. A bateria antiaérea originalmente tinha três canhões L/45 de 88 milímetros, mas estes foram substituídos em 1935 por seis canhões L/78 de 88 milímetros. Estas foram todas removidos em 1938 e substituídas por seis canhões L/65 de 105 milímetros, quatro SK C/30 de 37 milímetros e dez Flak 30 de 20 milímetros. Por fim, haviam oito tubos de torpedo de 533 milímetros em dois lançadores quádruplos montados na popa. O cinturão principal de blindagem na linha de flutuação tinha entre sessenta e oitenta milímetros de espessura. O convés superior tinha dezessete milímetros de espessura, enquanto o convés blindado principal ficava entre dezessete e 45 milímetros. As torres de artilharia principais tinham frentes de 140 milímetros e laterais de 85 milímetros. O navio também era equipado com dois hidroaviões Arado Ar 196 e uma catapulta de lançamento à meia-nau.

## História

### Início de carreira

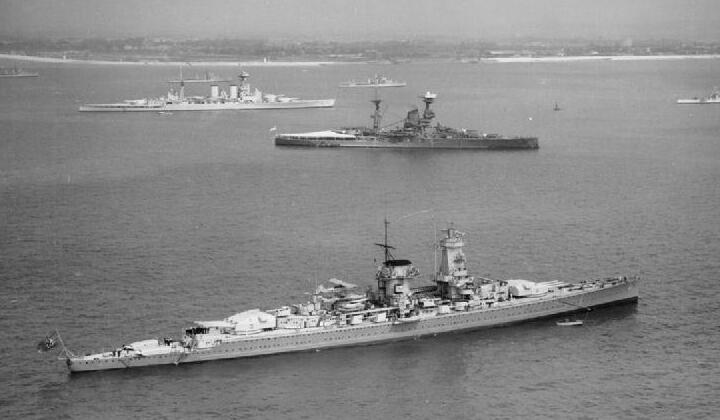
O Admiral Graf Spee junto com o couraçado e o cruzador de batalha em Spithead na Revista de Coroação do rei Jorge VI em 1937

O Admiral Graf Spee foi encomendado pela Reichsmarine dos estaleiros da Reichsmarinewerft Wilhelmshaven. Recebeu o nome provisório de Ersatz Braunschweig, um substituto para o antigo couraçado pré-dreadnought Braunschweig. Seu batimento de quilha ocorreu em 1º de outubro de 1932, sob o número de construção 125. Foi lançado ao mar em 30 de junho de 1934, quando foi batizado pela condessa Huberta von Spee, filha do almirante Maximilian von Spee, o homônimo da embarcação. Foi finalizado pouco mais de um ano e meio depois em 6 de janeiro de 1936, mesmo dia em que foi comissionado na Kriegsmarine.
O cruzador passou seus primeiros três meses de carreira realizando amplos testes marítimos. Seu primeiro oficial comandante foi o capitão de mar Conrad Patzig, que foi substituído em outubro de 1937 pelo capitão de mar Walter Warzecha. O Admiral Graf Spee tornou-se a capitânia da Kriegsmarine depois de juntar-se à frota alemã. Ele foi colocado no Oceano Atlântico em meados de 1936 depois do início da Guerra Civil Espanhola a fim de participar de patrulhas de não-intervenção próximas do litoral espanhol mantido pela facção republicana. Fez três patrulhas na Espanha entre agosto de 1936 e maio de 1937. No caminho de volta para casa parou no Reino Unido a fim de representar a Alemanha na Revista de Coroação do rei Jorge VI no dia 20 de maio.
Depois disso o Admiral Graf Spee voltou para a Espanha para uma quarta patrulha de não-intervenção. Participou então de manobras de frota e fez uma breve visita à Suécia, em seguida realizando uma quinta e última patrulha em fevereiro de 1938. O capitão de mar Hans Langsdorff assumiu o comando do navio em outubro de 1938. No decorrer do ano o cruzador fez várias visitas diplomáticas a portos estrangeiros, incluindo cruzeiros pelo Atlântico, quando fez paradas em Tânger no Marrocos e em Vigo na Espanha. Também participou de amplas manobras de frota em águas alemãs. Esteve presente em março de 1939 nas celebrações da reintegração de Memel à Alemanha, depois em uma revista de frota oficial em homenagem ao almirante Miklós Horthy, o Regente da Hungria. O Admiral Graf Spee fez mais um cruzeiro pelo Atlântico entre 18 de abril e 17 de maio, parando em Ceuta na Espanha e Lisboa em Portugal. O navio deixou Wilhelmshaven em 21 de agosto e seguiu para o sul do Oceano Atlântico.

### Segunda Guerra Mundial

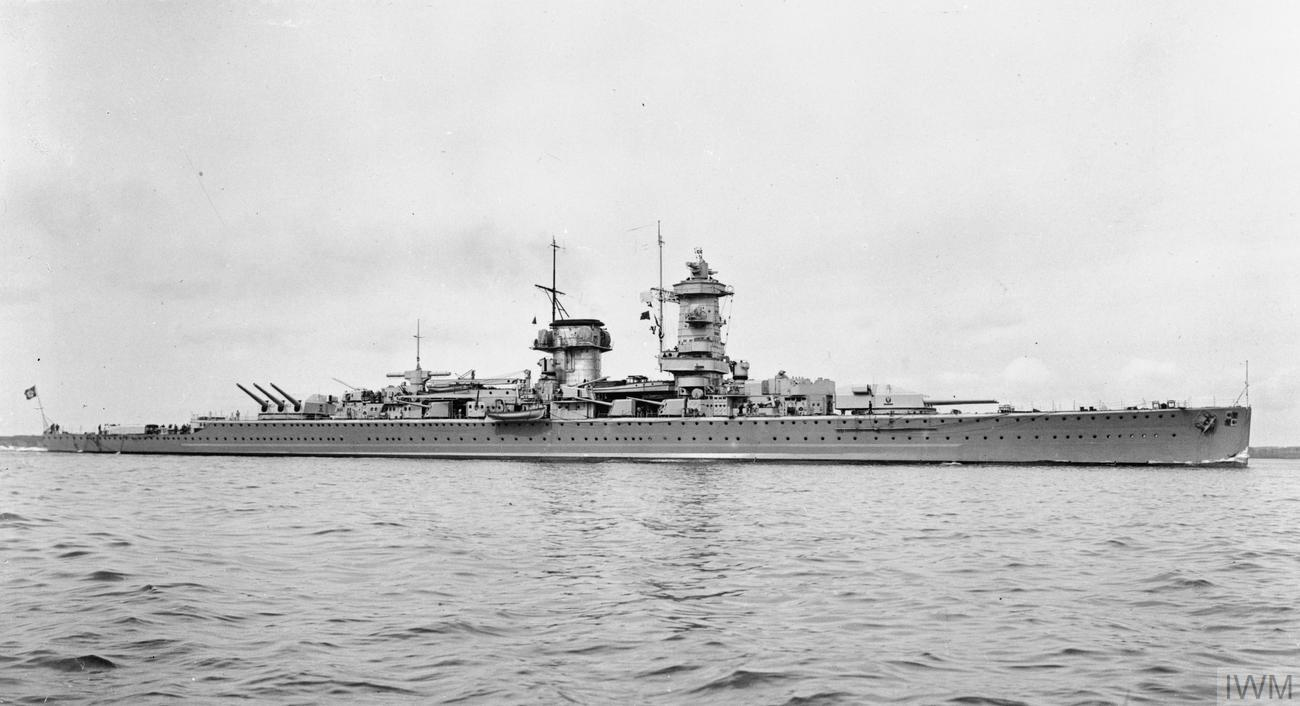
O Admiral Graf Spee c. 1936

A Segunda Guerra Mundial começou em setembro de 1939 e o ditador Adolf Hitler ordenou que a Kriegsmarine começasse a atacar embarcações mercantes Aliadas. Hitler mesmo assim adiou emitir a ordem até que ficasse claro que o Reino Unido não iria procurar um tratado de paz depois da conquista da Polônia. O Admiral Graf Spee foi instruído a obedecer direitos de prêmios, que exigia que navios fossem parados e vasculhados à procura de contrabando antes de serem afundados, além de garantir que suas tripulações fossem evacuadas em segurança. Langsdorff também recebeu ordens para evitar combate, mesmo contra oponentes inferiores, além de mudar de posição frequentemente. O cruzador se encontrou com o navio de suprimentos Altmark em 1º de setembro ao sudoeste das Canárias. Langsdorff também ordenou durante que equipamentos supérfluos fosse transferidos para o Altmark, incluindo seus botes, pintura inflamável e dois de seus canhões antiaéreos de 20 milímetros, que foram instalados no navio-tanque.
Um dos hidroaviões do Admiral Graf Spee avistou o cruzador pesado britânico HMS Cumberland aproximando-se de sua área em 11 de setembro enquanto o cruzador alemão ainda estava transferindo suprimentos do Altmark. Langsdorff ordenou que as duas embarcações se separassem em velocidade máxima, conseguindo assim escapar do navio britânico. O Admiral Graf Spee finalmente recebeu ordens no dia 26 o autorizando a iniciar os ataques contra navios mercantes Aliados. Quatro dias depois localizou o cargueiro britânico SS Clement da Booth Steamship Co. próximo do litoral do Brasil. Este transmitiu um sinal de "RRR", que significava "Estou sob ataque por um corsário", antes do cruzador ordenar sua parada. O Admiral Graf Spee prendeu o capitão e engenheiro chefe, porém permitiu que o resto da tripulação abandonasse seu navio em segurança em botes salva-vidas. A embarcação alemã então disparou trinta projéteis de 283 e 149 milímetros e dois torpedos contra o cargueiro, que se partiu ao meio e afundou. Langsdorff ordenou que um sinal de socorro fosse transmitido para a estação naval de Pernambuco para que a tripulação britânica fosse resgatada. O Almirantado Britânico imediatamente emitiu um aviso a navios mercantes de que um corsário alemão estava atuando na área. A tripulação do Clement conseguiu chegar no litoral brasileiro com seus botes.
A Marinha Real Britânica e a Marinha Nacional Francesa formaram oito grupos no dia 5 de outubro com o objetivo de caçar o Admiral Graf Spee no Atlântico. Os porta-aviões britânicos HMS Hermes, HMS Eagle e HMS Ark Royal, o porta-aviões francês Béarn, o cruzador de batalha britânico HMS Renown, os couraçados franceses Dunkerque e Strasbourg, mais dezesseis cruzadores foram colocados na caçada. A Força G, comandada pelo comodoro Henry Harwood e designada para a costa leste da América do Sul, era formada pelos cruzadores pesados Cumberland e HMS Exeter. Ela foi reforçada pelos cruzadores rápidos HMS Ajax e o neozelandês HMS Achilles. Harwood destacou o Cumberland para patrulhar a área próxima das Ilhas Malvinas, enquanto os outros três cruzadores foram patrulhar próximos do Rio da Prata.

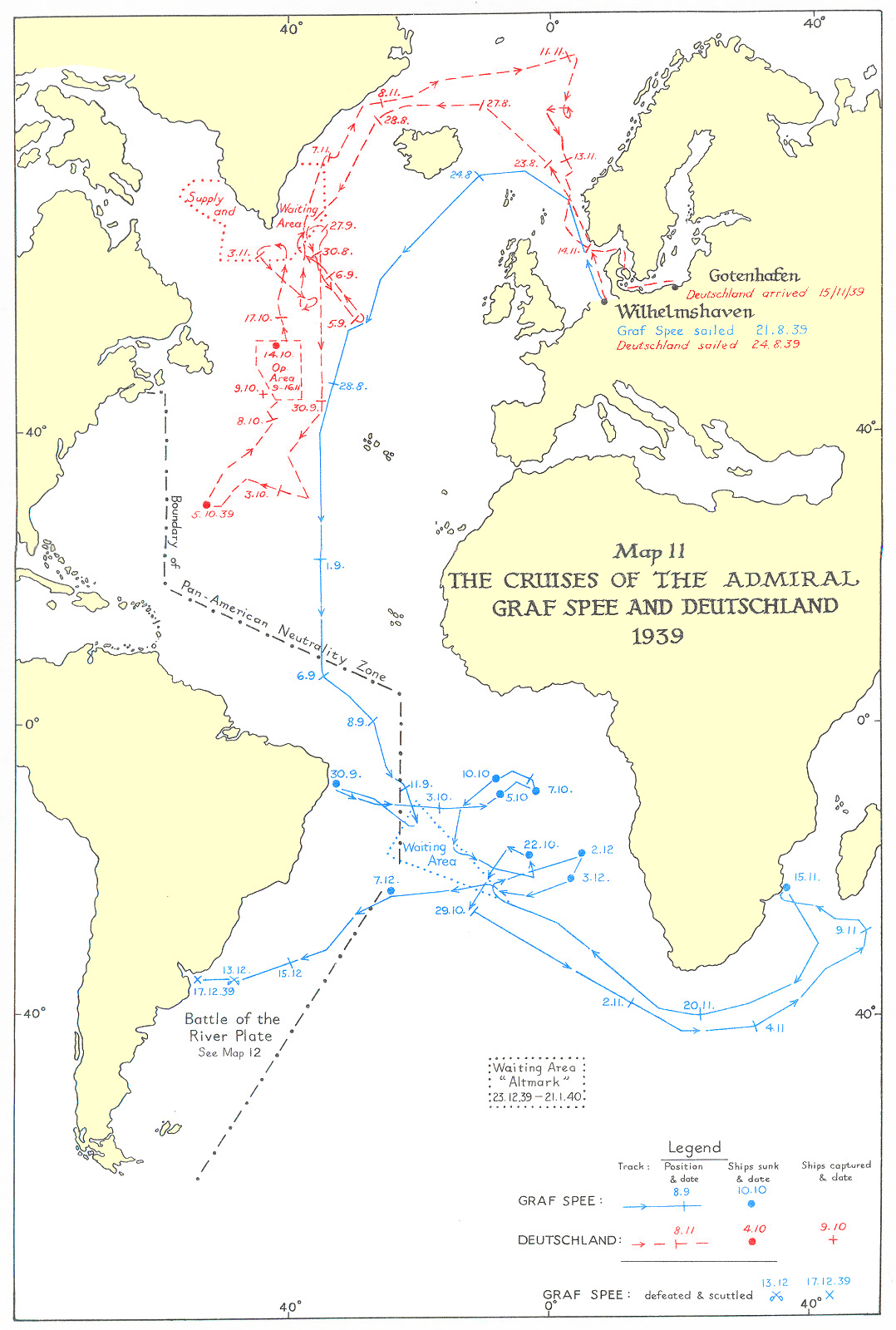
Mapa das movimentações do Admiral Graf Spee e Deutschland no Atlântico

O Admiral Graf Spee capturou o SS Newton Beech no mesmo dia da formação dos grupos de caça. Dois dias depois encontrou e afundou o navio mercante SS Ashlea. O cruzador afundou no dia 8 o Newton Beech, que estava sendo usado para abrigar os prisioneiros. Este era muito lento para poder acompanhar o Admiral Graf Spee, assim os prisioneiros foram transferidos para o cruzador. Ele capturou o SS Huntsman em 10 de outubro, com seu capitão tendo apenas enviado um sinal de socorro no último minuto, pois tinha confundido a embarcação alemã com um navio de guerra francês. Não foi possível acomodar a tripulação do Huntsman, assim o Admiral Graf Speeenviou o navio para um local de encontro sob o comando de uma tripulação alemã. O cruzador se reencontrou com o Altmark no dia 15  para reabastecer e transferir prisioneiros; o Huntsman retornou no dia seguinte. Os prisioneiros foram transferidos para o Altmark e o Huntsman foi afundado na noite de 17 de outubro.
O cruzador encontrou e afundou o MV Trevanion em 22 de outubro. O Admiral Graf Spee seguiu para o Oceano Índico ao sul de Madagascar no final do mês. O objetivo era atrair navios de guerra Aliados para longe do sul do Atlântico, além de confundir sobre suas verdadeiras intenções. A embarcação nesse momento já tinha navegado mais de trinta mil milhas náuticas (56 mil quilômetros) e necessitava de manutenção em seus motores. O Admiral Graf Spee afundou o navio-tanque MS Africa Shell em 15 de novembro, enquanto no dia seguinte parou um navio holandês, mas não o afundou. O cruzador voltou para o Atlântico entre os dias 17 e 26 para reabastecer do Altmark. Durante o reabastecimento a tripulação do Admiral Graf Spee construiu uma torre de artilharia falsa em cima de sua ponte de comando e ergueu uma chaminé falsa atrás da catapulta de hidroaviões a fim de alterar sua silhueta e assim confundir embarcações mercantes Aliadas sobre sua verdadeira identidade.
O hidroavião do Admiral Graf Spee localizou o SS Doric Star em 2 de dezembro, com Langsdorff ordenando um disparo sobre a proa a fim de parar a embarcação. O Doric Star conseguiu enviar um sinal de aviso antes de ser afundado, o que fez com que Harwood levasse seus três navios para o estuário do Rio da Prata, que ele suspeitava que seria o próximo alvo do Admiral Graf Spee. No dia seguinte o cruzador alemão afundou o cargueiro SS Tairoa. Encontrou-se com o Altmark no dia 6 e transferiu 140 prisioneiros do Doric Star e Tairoa. O Admiral Graf Spee encontrou sua última vítima em 7 de dezembro, o cargueiro SS Streonshalh. Os alemães recuperaram a bordo documentos sobre rotas mercantes. Langsdorff, a partir dessas informações, resolveu ir para próximo de Montevidéu, no Uruguai. Seu hidroavião quebrou no dia 12 e não pode ser concertado, privando o Admiral Graf Spee de reconhecimento aéreo. Seu disfarce foi removido para que não atrapalhasse o navio em batalha.

#### Rio da Prata

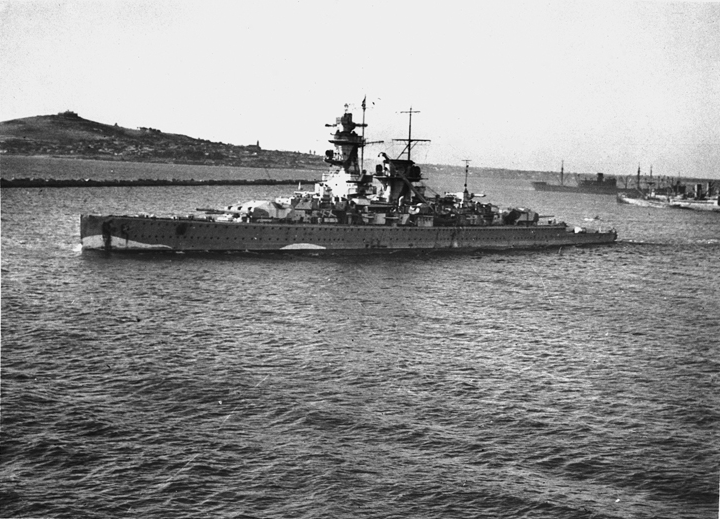
O danificado Admiral Graf Spee entrando em Montevidéu após a batalha

Vigias avistaram dois mastros a estibordo da proa às 5h30min da madrugada do dia 13 de dezembro. Langsdorff presumiu que era a escolta de um comboio mencionado nos documentos recuperados a bordo do Tairoa. Entretanto, esse navio foi identificado às 5h52min como o Exeter, acompanhado por duas embarcações menores, que os alemães inicialmente acharam ser contratorpedeiros mas logo os identificaram como cruzadores rápidos da Classe Leander. Langsdorff decidiu não fugir dos britânicos e ordenou que sua tripulação assumisse posições de batalha e se aproximasse do inimigo em velocidade máxima. Os britânicos avistaram o Admiral Graf Spee às 6h08min e Harwood separou seus navios para dividir os disparos dos canhões principais alemães. O Admiral Graf Spee abriu fogo às 6h17min com sua bateria principal contra o Exeter e com sua bateria secundária contra o Ajax. O Exeter abriu fogo três minutos depois, seguido pelo Ajax às 6h21min e o Achilles às 6h24min. O Admiral Graf Spee acertou o Exeter três vezes em um espaço de trinta minutos, inutilizando seus canhões dianteiros, destruindo a ponte de comando e sua catapulta de aeronaves, além de iniciar grandes incêndios. O Ajax e o Achilles aproximaram-se do cruzador alemão com o objetivo de aliviar a pressão no Exeter.
Langsdorff achou que os cruzadores rápidos estavam tentando um ataque com torpedos, assim recuou e lançou uma cortina de fumaça para encobrir a retirada. Essa pausa temporária no combate permitiu que o Exeter recuasse; nesse momento o cruzador tinha apenas uma de suas torres de artilharia principais operante e tinha sofrido 61 mortos e 23 feridos entre seus tripulantes. O Exeter mesmo assim voltou para a batalha às 7h00min, disparando apenas de sua torre de ré. O Admiral Graf Spee abriu fogo de novo, acertando o Exeter mais vezes, forçando este a um novo recuo, desta vez com um adernamento para bombordo. O Admiral Graf Spee acertou o Ajax às 7h25min com um disparo que inutilizou suas torres de ré. Os dois lados encerraram o confronto, com o Admiral Graf Spee recuando para o estuário do Rio da Prata e os cruzadores britânicos permanecendo no lado de fora para observar quaisquer tentativas de fuga. Durante o confronto, o Admiral Graf Spee foi atingido aproximadamente setenta vezes, com 36 mortos e sessenta feridos. O próprio Langsdorff foi ferido duas vezes por estilhaços enquanto estava na ponte de comando aberta.

#### Naufrágio
Langsdorff decidiu levar seu navio para Montevidéu, onde reparos poderiam ser realizados e os feridos evacuados. A maioria dos acertos britânicos causaram apenas pequenos danos estruturais e superficiais, porém a usina de purificação de óleo, que era necessária para preparar o combustível diesel para uso nos motores, foi destruída. Sua usina de dessalinização e cozinha também foram destruídas, o que dificultava em muito uma viagem de volta para a Alemanha. Um acerto na proa também prejudicou sua navegabilidade, o que seria um problema nos mares bravios do norte do Oceano Atlântico. Além disso, o Admiral Graf Spee disparou a maior parte de sua munição durante a batalha.

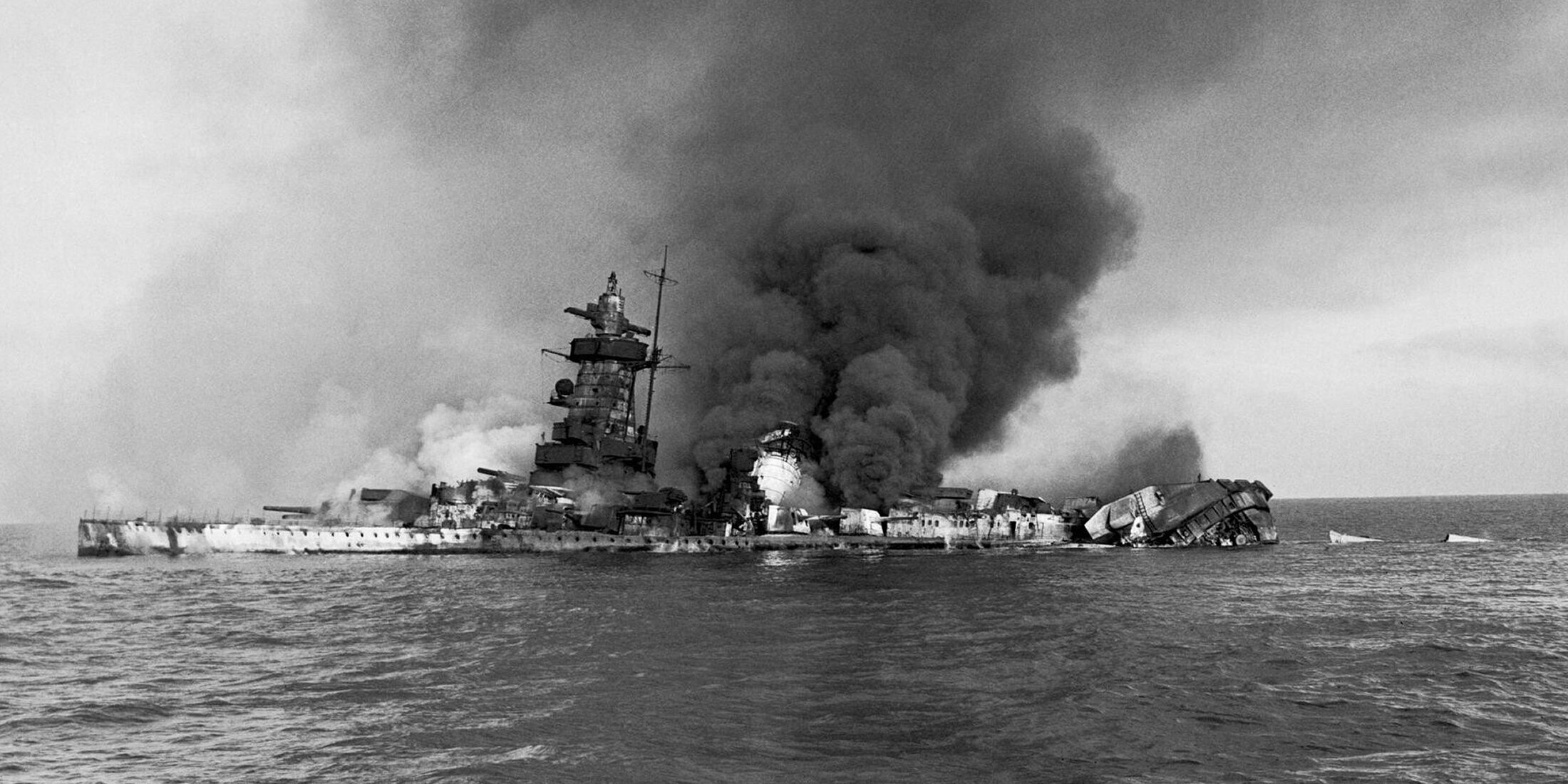
O Admiral Graf Spee ainda queimando depois de ser deliberadamente afundado

Os feridos foram levados para hospitais locais e os mortos foram enterrados com honras militares completas. Marinheiros Aliados que ainda estavam como prisioneiros a bordo foram libertados. Foi estimado que demoraria duas semanas para que os reparos necessários para o navio poder voltar a navegar fossem realizados. A inteligência naval britânica trabalhou para convencer Langsdorff de que forças muito superiores estavam se concentrando para destruir o Admiral Graf Spee caso este tentasse deixar o porto. O Almirantado transmitiu uma série de sinais em frequências que os britânicos sabiam que seriam interceptadas pela inteligência alemã. As maiores unidades mais próximas eram o Ark Royal e o Renown, que estavam a aproximadamente 2,5 mil milhas náuticas (4,6 mil quilômetros) de distância, muito longe para poderem intervir na situação. Langsdorff acreditou nos relatórios britânicos e discutiu suas opções com o Alto Comando Naval em Berlim. Estas eram deliberadamente afundar o navio no estuário do Rio da Prata ou partir e tentar refúgio em Buenos Aires, onde o governo argentino iria internar o cruzador.
Langsdorff não queria arriscar a vida de sua tripulação e decidiu afundar seu navio. Ele sabia que apesar do Uruguai ser neutro, o governo tinha relações amigáveis com o Reino Unido, então a Armada Nacional do Uruguai permitiria que oficiais de inteligência britânicos inspecionassem a embarcação caso fosse internada em Montevidéu. Sob o Artigo 17 da Convenção de Haia de 1907, restrições de neutralidade limitavam o cruzador a um período de 72 horas de reparos antes que fosse internado por toda duração da guerra. Langsdorff ordenou no dia 17 que todos os equipamentos importantes a bordo fossem destruídos. As munições restantes foram espalhadas pelo navio em preparação para o naufrágio. O Admiral Graf Spee seguiu para a rada externa no dia seguinte com apenas o capitão e quarenta marinheiros a bordo. Uma multidão de vinte mil pessoas assistiram o momento que as cargas de demolição foram acionadas. A tripulação foi evacuada por um rebocador argentino e o cruzador afundou às 20h55min. As várias explosões de munição criaram jatos de flamas e uma grande nuvem de fumaça que obscureceu a embarcação, que ficou queimando em água rasa pelos dois dias seguintes.
Langsborff se suicidou em 20 de dezembro dentro de seu quarto de hotel em Buenos Aires usando um uniforme formal completo em cima do estandarte de batalha do Admiral Graf Spee. O cruzador rápido norte-americano USS Helena chegou em Montevidéu no final de janeiro de 1940 e sua tripulação pode visitar os destroços. Os tripulantes alemães e norte-americanos também se encontraram. Depois disso os alemães foram levados para a Argentina, onde permaneceram pelo restante da guerra.

## Destroços

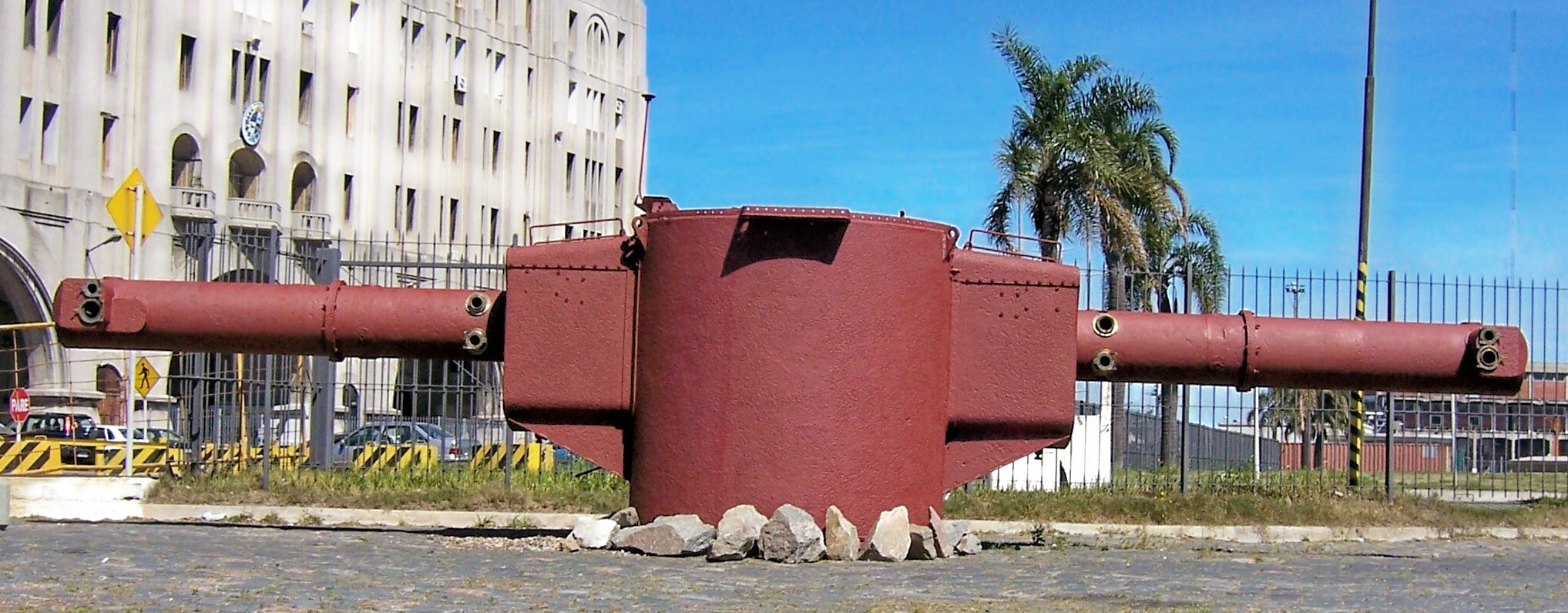
Um dos telêmetros óticos do Admiral Graf Spee em exibição do porto de Montevidéu

Os destroços foram parcialmente desmontados no local entre 1942 e 1943, porém algumas partes permaneceram visíveis por algum tempo depois disso. Os destroços estão a uma profundidade de apenas onze metros. Os direitos de salvamento foram comprados do governo alemão ao custo de catorze mil libras esterlinas por uma empresa de engenharia uruguaia, que era na verdade uma fachada do governo britânico. Este tinha ficado impressionado pela precisão dos disparos do Admiral Graf Spee e esperava encontrar um radar a bordo, o que se confirmou. O conhecimento adquirido foi usado para desenvolver contramedidas.
Uma equipe de salvamento começou em fevereiro de 2004 trabalhos para recuperar partes dos destroços do cruzador. A operação foi parcialmente financiada pelo governo uruguaio em parceria com a iniciativa privada, pois dos destroços eram um risco para a navegação mercante pelo estuário do Rio da Prata. O primeiro grande item recuperado foi um telêmetro de 27 toneladas, erguido em 25 de fevereiro. O emblema de águia e suástica do Admiral Graf Spee foi recuperado de sua popa em 10 de fevereiro de 2006. Este foi brevemente exibido pouco depois de sua recuperação, mas acabou sendo guardado em um depósito naval por reclamações do governo alemão sobre a exibição de "parafernália nazista".